# Gadomus magnifilis
Gadomus magnifilis es una especie de pez de la familia Macrouridae en el orden de los Gadiformes.

## Hábitat
Es un pez de aguas profundas que vive entre 929-1.281 m de profundidad.

## Distribución geográfica
Se encuentra en las Filipinas.